# Curvularia queenslandica
Curvularia queenslandica är en svampart som beskrevs av Sivan., Alcorn & R.G. Shivas 2003. Curvularia queenslandica ingår i släktet Curvularia och familjen Pleosporaceae.   Inga underarter finns listade i Catalogue of Life.